# Сахдол (город)
Сахдол  (хинди शहडोल, англ. Shahdol) — город в Республике Индия. Расположен в одноимённом округе штата Мадхья-Прадеш. Климат субэкваториальный
Численность населения —  86 681 человек (2001 г.)